# St. Georgen bei Obernberg am Inn
St. Georgen bei Obernberg am Inn là một đô thị thuộc huyện Ried thuộc bang Oberösterreich, Áo. Đô thị St. Georgen bei Obernberg am Inn có diện tích 18 km², dân số thời điểm năm 2006 là 620 người.